# Seznam švédských křižníků

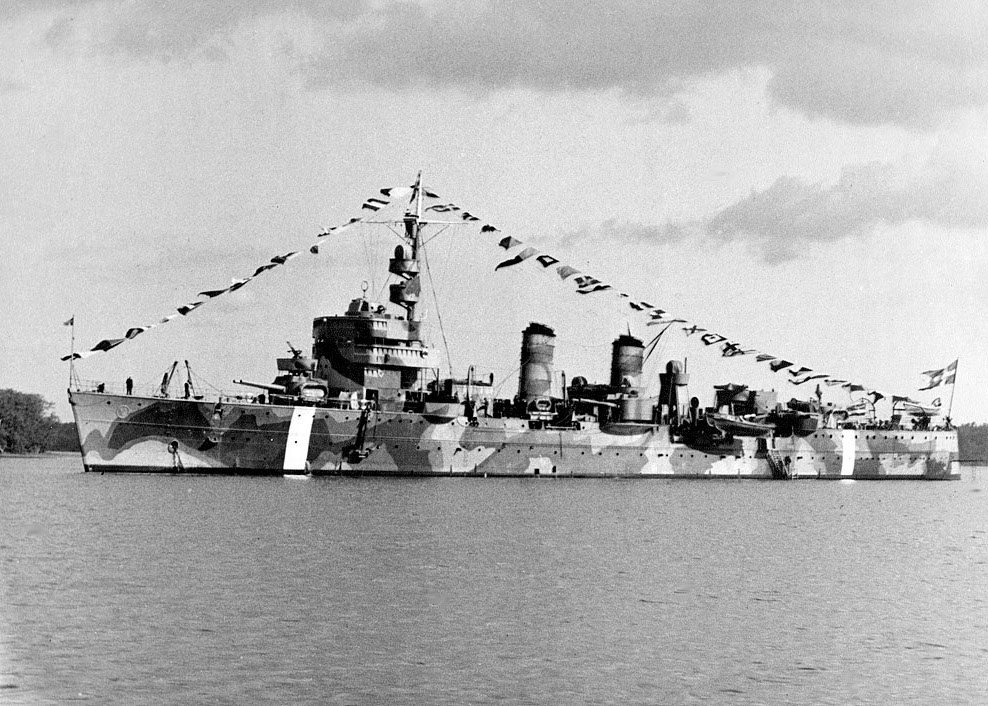
Fylgia (1905)

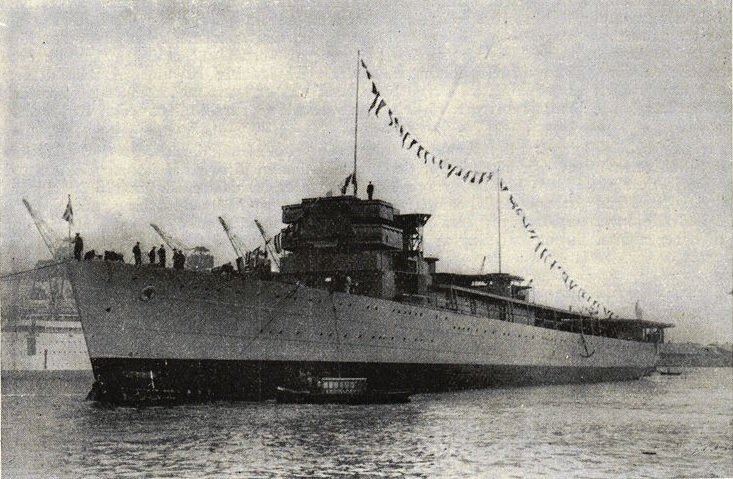
Gotland (1933)

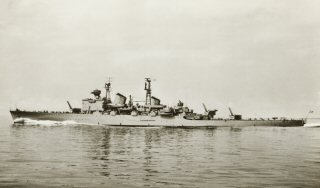
Tre Kronor (1944)

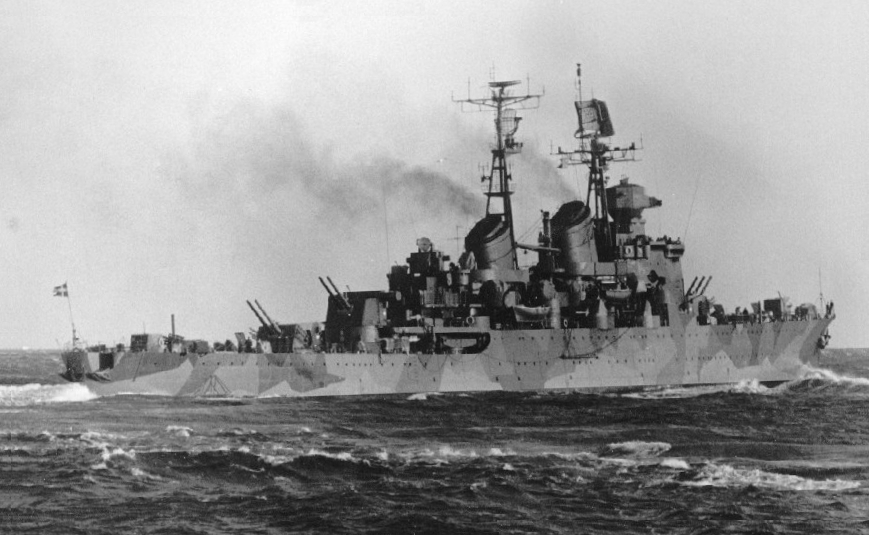
Göta Lejon (1945)

Seznam švédských křižníků obsahuje všechny křižníky, které byly ve službě u Švédského námořnictva.

## Torpédové křižníky
- Örnen (1896)
- Jacob Bagge (1898)
- Claes Horn (1898)
- Claes Uggla (1899)
- Psilander (1899)

## Pancéřové křižníky
- Fylgia (1905)

## Letadlový křižník
- Gotland (1933)

## Protiletadlové křižníky

### TřídaTre Kronor
- Tre Kronor (1944)
- Göta Lejon (1945)